# Rupia pakistanesa
La rupia pakistanesa (en urdú پاکستانی روپیہ Pākistānī rūpiyâ o, simplement, روپیہ rūpiyâ) és la moneda del Pakistan. El codi ISO 4217 és PKR i s'acostuma a abreujar Rs o amb el símbol de la rupia, ₨, o bé PKRs o PK₨ per diferenciar-la de les altres rupies. Es divideix en 100 paise (پیسے).

## Història
La rupia pakistanesa es va posar en circulació arran de la independència el 1947. Els primers mesos el Pakistan va usar rupies índies amb el mot "Pakistan" sobreimprès. Els nous bitllets i monedes van aparèixer el 1948. Com la moneda de l'Índia, originalment es dividia en 16 annas, cadascuna subdividida en 4 pice o 12 pies. La rupia es va decimalitzar el 1961 i es va subdividir en 100 paise (en singular paisa).
En independitzar-se Bangladesh del Pakistan, el 1972 el nou estat va crear la taka (BDT) en substitució de la rupia pakistanesa en termes paritaris (1 BDT = 1 PKR). Actualment no són equivalents, ja que la taka s'ha devaluat lleugerament en relació amb la rupia pakistanesa.

## Monedes i bitllets

Moneda de 2 rupies

Emesa pel Banc Estatal del Pakistan (بینک دولت پاکستان Bank Dawlat Pākistān), en circulen monedes d'1, 2 i 5 rupies, i bitllets d'1, 2, 5, 10, 20, 50, 100, 500, 1.000 i 5.000 rupies. Les monedes fraccionàries (1, 5, 10, 20, 25 i 50 paise), tot i continuar tenint valor legal, circulen molt rarament i ja no s'emeten i els bitllets d'1, 2 i 5 rupies s'estan substituint progressivament per les monedes del mateix valor.

## Taxes de canvi
- 1 EUR = 77,5460 PKR (31 d'agost del 2006)
- 1 USD = 60,4000 PKR (31 d'agost del 2006)